# 暁玲華
暁 玲華（あかつき れいか、1969年 - ）は、スピリチュアリスト、古神道研究家、風水師。神社やパワースポットに関する著作、雑誌記事がある。

## 略歴・人物
東京都世田谷区生まれ、香川県高松市育ち。香川大学教育学部附属高松中学校、香川県立高松高等学校、千葉大学工学部建築学科卒業。玉木雄一郎は高校の同級生。
大学卒業後は鹿島建設に入社。退社後、風水や神社研究の傍ら神社本庁神職資格を取得。2002年4月から1年間東京大学大学院新領域創成科学研究科の非常勤研究職員を務める。全国の神社を巡るうちに見えない力の偉大さを痛感し、大地の霊気や人の魂の光の大切さを伝えようと「暁玲華」として活動を開始。現在は主に弓前文書の「神文」の研究家として活動している。

## 著作[5]
- 東京パワースポットガイド（ゴマブックス、2006年7月）監修
- 女神と鳳凰にまもられて （幻冬舎、2008年5月）
- 幸せを呼び込むパワースポット （集英社、2009年2月）
- パワースポットガイド東京（ポプラ社、2010年5月）
- 決定版！スピリチュアルタロット入門（主婦の友社、2010年7月）
- もっと幸せを呼び込むパワースポット （集英社、2010年10月）
- 魔をしりぞけ、幸せを招く！ おはらい88の作法 （アスペクト、2010年10月）
- こんな場所もそうだったんだ！あなたの願いが叶うパワースポット （大和出版、2010年11月）
- 韓国のパワースポット （韓国観光公社、2011年8月）
- 鎮宅霊符カード （VOICE、2015年1月）
- 幸運は「準備している人」に訪れます（三笠書房、2020年1月）
- 植物で開運！飾るだけでOK　ガーデニング風水（ビジネス社　2022年４月）
- 神さまとつながる開運の作法：サインはいつも、送られています（三笠書房、2022年5月）

## 主な出演

### テレビ
- アッコにおまかせ（TBS、2000年6月放送）
- あっぱれ‼︎さんま大教授（フジテレビ、2007年7月22日放送）
- 驚きゼミナール (日本テレビ、2007年9月29日放送)
- モテケン (テレビ東京、2007年10月〜12月、レギュラー)
- めざましテレビ (フジテレビ、2008年5月5日放送)
- スーパーJチャンネル (テレビ朝日、2010年5月28日放送)
- 有吉AKB共和国 (TBS、2010年6月14日放送)
- Shibuya Deep A (NHK BS2、2010年8月27日放送)
- 7スタBratch! (テレビ東京、2011年1月11日放送)
- iCon (日本テレビ、2011年1月17日放送)
- ゆるペディア (テレビ朝日、2011年12月29日放送)
- 7スタライブ (テレビ東京、2013年1月8日放送)
- 知っとこ (毎日放送、2014年2月15日放送)
- 午前零時の岡村隆司 (TBS、2014年4月2日放送)
- にじいろジーン（関西テレビ2016年4月～2017年3月毎週土曜放送　取材協力）

### 映画
- 貞子vs伽椰子（KADOKAWA 2016　取材協力）

### ラジオ
- PEOPLE「高野孟のラジオ万華鏡」(JFN、2006年10月～2009年9月 レギュラー）
- ON THE WAY JOURNAL「高野孟のラジオ万華鏡」 (JFN、2009年10月～2013年8月 レギュラー）
- STYLE CAEF session with JT (TOKYO FM、2007年2月3日)
- NICO Touches the Walls One For Walls, Walls For One (bayfm、2007年11月24日・2008年1月5日・2009年1月3日・2010年1月2日)
- ASEAN SPIRIT OF ASEA (J-WAVE、2008年5月11日)
- SUNSTAR HAPPY MORNING (bayfm、2009年4月18日・19日・25日・26日)
- TOKYOGAS Curious Hamaji (bayfm、2010年4月24日・5月1日)
- PARADISO (J-WAVE、2010年12月31日)
- Venus-B LOVERS (bayfm、2011年7月15日)
- IA.M (J-WAVE、2011年10月17日)
- Blue Ocean (TOKYO FM、 2011年、2012年)
- アポロン (TOKYO ・FM、2013年5月6日、2014年１月1日、2015年1月1日)
- ラジペディア (J-WAVE、2014年2月6日)
- Doll☆Ellments君のアシタを応援したい! (bayfm、2014年4月20日)
- A DAY IN THE LIFE 2（bayfm　2015年10月31日、2016年12月、2019年1月４日）
- 斉藤一美 ニュースワイド SAKIDORI!（文化放送、2017年12月28日）
- Sunset Breeze（ＦＭ横浜、2018年1月14日）
- NuttyRadio　ShowTHE魂（NACKS5、2020年1月27日）

## 主な連載
日本農業新聞「植物で開運！」（2016年4月～2018年３月）